# Choye
Choye korábbi község (település) Franciaországban, Haute-Saône megyében. 2025. január 1-jén Villefrancon községgel egyesült és Colombine új község része lett.
Lakosainak száma 475 fő (2022. január 1.). Choye Sauvigney-lès-Gray, Angirey, Charcenne, Citey, Cugney, Gy, Saint-Loup-Nantouard, Velloreille-lès-Choye és Villefrancon községekkel határos.

## Népesség
A település népességének változása:
| Lakosok száma | 429  | 441  | 484  | 453  | 467  | 475  | 475  | 475  | 475  |
|               | 2013 | 2015 | 2016 | 2017 | 2018 | 2019 | 2020 | 2021 | 2022 |